# Car'
Car' (Царь, Zar) è un film del 2009 diretto da Pavel Lungin.

## Trama
Il film è ambientato nel 1565 durante il regno di Ivan il Terribile, che vede tradimenti e tradimenti ovunque. Le guardie in ognuno sono pronte a vedere il nemico del re, che è la legge principale per loro. E solo il metropolita Filippo è pronto a respingere lo zar.